# Batman
Batman („Omul Liliac”) este un supererou creat de către artistul plastic Bob Kane și scenaristul de benzi desenate, Bill Finger. Personajul a debutat în revista Detective Comics #27 (mai 1939), și de atunci a apărut mai ales în publicații deținute de DC Comics. Inițial i se spunea „Bat-Man”, mulți numindu-l și în prezent „The Batman”, mai fiind cunoscut ca și „Cruciatul cu mantie”, „Cavalerul negru” și „Cel mai bun detectiv al lumii”, printre alte titluri.
În versiunea originală a poveștii și majoritatea celor repovestite, identitatea secretă a lui Batman este Bruce Wayne, un milionar în USD (mai târziu miliardar), afemeiat, american, industrialist și filantrop. Fiind martor la uciderea părinților săi atunci când era copil, el jură că se va răzbuna pe răufăcători, un jurământ solemn care este egalat numai de măreția idealului său de justiție. Wayne se antrenează atât fizic, cât și psihic, realizându-și un costum care are ca temă liliacul, el dorind să fie considerat drept un simbol al dreptății. Batman este legiuitorul orașului american ficțional Gotham, asistat de variate personaje adjuvante, incluzându-l pe partenerul său în combaterea nedreptății, Robin, majordomul său Alfred Pennyworth, comisarul poliției Jim Gordon, și ocazional eroina Batgirl. El se luptă cu o listă cuprinzătoare de infractori, din care fac parte, de cele mai multe ori, personaje precum Joker, Penguin, Riddler, Two-Face, Poison Ivy și Catwoman. Spre deosebire de alți supereroi, el nu posedă nici o putere fantastică; își folosește numai intelectul, abilitățile de detectiv, știința și tehnologia, averea, puterea fizică, abilitățile în artele marțiale, voința de fier, frica și intimidarea în continua sa luptă cu lumea răului.
Batman a devenit un personaj popular destul de rapid după introducerea sa, acaparând propriul său titlu de benzi desenate, Batman, care a început să apară din 1940. Diferite interpretări ale personajului au rezultat odată cu trecerea timpului. La finele anilor '60 televiziunea îl promova pe Batman descriindu-l într-o manieră diferită, descriere asociată încă mulți ani după  terminarea serialului. Diferiți creatori de benzi desenate au lucrat la readucerea personajului la rădăcinile sale întunecate, astfel făcându-și apariția mini seria The Dark Knight Returns, de Frank Miller, Batman: The Killing Joke de Allan More și Arkham Asylum: A Serious House on Serious Earth. Și succesele ecranizărilor de la Hollywood au avut ca efect îmbunătățirea imaginii personajului. Printre acestea se numără Batman (1989) al lui Tim Burton, și trilogia mai recentă a lui Christopher Nolan, care prezintă o variantă readaptată, mai realistă a poveștii: Batman Begins (2005), The Dark Knight (2008) și The Dark Knight Rises (2012). Cele mai recente apariții ale sale în filme au fost în Batman vs. Superman: Zorii dreptății, apărut în 2016, și în filmul din 2017 Liga Dreptății.
Fiind un simbol al culturii populare americane, Batman a fost inclus în interiorul mai multor varietăți de media, de la radio la televiziune și filme, el apărând în toată lumea incluzând chiar și bunurile de cumpărat, cum ar fi figurinele de acțiune și jocurile video. Personajul i-a intrigat de asemenea pe psihiatrii, mulți încercând să înțeleagă mentalitatea personajului și adevărata sa identitate în contextul social. În mai 2011, Batman a fost plasat pe locul al doilea în Topul 100 IGN al eroilor de benzi desenate din toate timpurile, după Superman.  Revista Empire l-a clasat tot al doilea în lista sa de supereroi ai benzilor desenate din toate timpurile, clasamentul fiind de această dată format numai din 50 de supereroi. În seria filmelor ce au apărut de-a lungul anilor, rolul lui Batman a fost jucat de: Lewis Wilson, Robert Lowery, Adam West, Michael Keaton, Val Kilmer, George Clooney, Christian Bale și Ben Affleck.

## Creare și origine
La începutul lui 1939, succesul lui Superman în Action Comics i-a determinat pe editorii diviziei de benzi desenate de la National Publications (în viitor DC Comics) să ceară crearea mai multor supereroi pentru titlurile sale. Ca și un răspuns la această cerere, Bob Kane îl creează pe „the Bat-Man”. Colaboratorul Bill Finger afirma:
„Kane a avut o idee pentru un personaj numit Batman și ar vrea ca eu să-i văd desenele. M-am dus până la Kane și am văzut că a desenat un personaj care semăna foarte mult cu Superman cu un fel de... colanți roșii, cred eu, cu ghete...fără mânuși... cu o mică mască de domino, care se balansa în aer prins de o frânghie. Avea două aripi care ieșeau din spatele costumului, semănând cu aripile de liliac. Și dedesubtul desenului era însemnat... BATMAN.”

Finger îi sugerează lui Kane să îi deseneze o glugă personajului, ci nu o simplă mască de domino, o mantie în loc de aripi, și să elimine secțiunile roșii din costumul original. De asemenea, îi spune că a stabilit ca numele identității secrete ale personajului să fie Bruce Wayne: 
„Primul nume al lui Bruce Wayne a venit de la Robert Bruce, patriotul scoțian, care fiind un playboy, era un bărbat din nobilime. Am căutat un nume care să fie legat de colonialism. Am încercat Adams, Hancock... după care m-am gândit la Mad Anthony Wayne.”
Mai târziu, el afirmă că sugestiile lui au fost influențate de popularul The Phantom al lui Lee Falk's, un personaj al benzilor desenate din ziare cu care Kane era de asemenea familiarizat.
Aspecte ale personalității lui Batman, istoria personajului și echipamentul au fost inspirate din cultura populară a anilor 1930, incluzând filmele, revistele, desenele și titlurile din ziare cât și din comportamentul de zi cu zi al lui Kane. Kane a fost influențat de asemenea de către The Mark of Zorro (1920) și The Bat Whispers (1930) în crearea lui Batman, în timp ce Finger a preluat niște însușiri de la personaje literare precum: Doc Savage, The Shadow, Dick Tracy și Sherlock Holmes în realizarea portretului moral al lui Batman ca și luptător împotriva răului, și nu în ultimul rând ca și cercetător.
Kane, în autobiografia sa din 1989, povestește despre contribuțiile lui Finger în crearea lui Batman:
„Într-o zi l-am chemat pe Bill și i-am zis: „Am un nou personaj numit Bat-Man și am făcut niște schițe la care aș vrea să te uiți.” El a venit la mine și i-am arătat desenele. La acea vreme, eu am făcut o mască mica de domino, la fel ca cea pe care Robin o purtă mai târziu, doar că în acest caz era pe fața lui Batman.

Bill îmi zise: „De ce să nu îl faci să arate mai mult cu un liliac punându-i o mantie și elimină liniile ochilor din desen, doar lasă-i niște găuri pentru ochi care să-l facă mai misterios.” La acea vreme, BatMan avea o vestimentație roșie unionistă; aripile, pantalonii și masca erau de culoare neagră. M-am gândit că roșul și negrul ar fi o combinație foarte  bună.
Bill mi-a spus că acest costum era prea viu colorat: „Colorează-l gri închis ca să pară mai sobru. Mantia arăta ca două aripi de liliac  împietrite, care erau atașate de brațele lui”. 

Pe măsură ce Bill și eu discutam, am realizat că aceste aripi l-ar îngreuna pe Batman în timp ce se află în acțiune, schimbându-le cu o mantie care să semene cu aripile unui liliac  atunci când  se lupta sau cobora pe o frânghie. De asemenea, el nu avea mânuși, lucru pe care l-am adăugat pentru ca să nu lase amprente.”
Kane a semnat actele de titular în schimbul unei menționări, în interiorul fiecărei publicații care îl includea pe Batman, a numelui său, acest fapt desigur alături de alte compensații.
La început mențiunea nu preciza „Batman, creat de Bob Kane”; numele lui Bob fiind pur și simplu scris pe pagina de titlu a fiecărei povești. Numele său a dispărut din benzile desenate la mijlocul anilor '60, fiind înlocuit de credite acordate scriitorilor și artiștilor din publicația aceea. În anii '70 târzii, când Jerry Siegel și Joe Shuster au început să fie creditați pentru crearea lui Superman, alături de William Moulton Marston care a adus-o la viață pe Wonder Woman, poveștile care îl includeau pe Batman au început să includă „creat de Bob Kane”, alături de alte credite.
Finger nu a avut parte de aceeași recunoaștere. În timp ce a fost creditat pentru alte lucrări DC încă din anii '40, a început prin anii '60, să primească recunoaștere limitată pentru scenariile sale care îl includeau pe Batman; de exemplu, în paginile din Batman #169 (februarie 1965), editorul Julius Schwartz îl recunoaște ca fiind creatorul lui Riddler, unul dintre oponenții lui Batman. Totuși, contractul lui Finger nu stipula menționarea numelui său în interiorul vreunei publicații DC. 
Kane scria:
„Bill a fost dezamăgit de lipsa realizărilor majore în cariera sa. El simțea că nu și-a întrebuințat potențialul creativ la maxim și că succesul a trecut pe lângă el.”
La moartea sa în 1974, DC încă nu îl creditase oficial ca fiind co-creatorul lui Batman.
Jerry Robinson, care de asemenea a lucrat cu Finger și Kane la benzile cu Batman, l-a criticat pe Kane pentru egoismul lui  de a împărți creditele. L-a menționat pe Finger, precizând adevăratul rol al acestuia într-un  interviu din 2005 pentru revista The Comics Journal:
„Bob l-a făcut să se simtă nesigur, deoarece în timp ce lucra din greu la Batman, el nu primea nimic din gloria  și banii, de care Bob zilnic se bucura, acest fapt fiind motivul demisiei sale de la Kane. Kane trebuia să îl crediteze pe Bill ca și co-creator… eu știu; pentru că am fost acolo. Pentru această faptă nu o să-l iert niciodată pe Bob, care nu s-a preocupat niciodată cu recunoașterea rolului vital pe care l-a avut Finger în crearea Cavalerului Negru. Cât despre Siegel și Shuster, trebuia să fie la fel, aceeași mențiune de co-creator în benzile desenate.”
Deși Kane inițial a spus că susținerile lui Finger în legătură cu crearea personajului sunt false, redactând într-o scrisoare adresată fanilor: „Mi se pare că Bill Finger a dat impresia că el și nu eu l-am creat pe Batman, cât și pe Robin și pe răufăcătorii cei mai cunoscuți, alături de alte personaje. Această informație este o aberație, fiind total neadevărată.” Kane însuși a comentat despre lipsa de cooperare al lui Finger. „Problema, atunci când ești un artist sau scriitor fantomă este că trebuie să rămâi mai degrabă un anonim care nu este acreditat. Totuși, dacă cineva vrea credit, acel cineva trebuie să se oprească din a mai fi o fantomă și să devină un lider sau inovator.”
În 1989, Kane s-a legat încă o dată în situația lui Finger, reamintind într-un interviu:
„În acele zile numai un artist putea să apară într-o publicație de benzi desenate – asta era una dintre regulile DC care zicea că dacă tu nu poți să scrii scenariul, găsește pe cineva care să o facă, dar numele aceluia nu va fi niciodată creditat în versiunea finală a benzii desenate. 
Deci Bill niciodată nu mi-a cerut (să-i fac mențiune) și eu niciodată nu m-am oferit să-l ajut – probabil din cauza orgoliului meu din perioada aceea. Și m-am simțit rău când acesta a murit.”

## Publicații

Batman și-a făcut debutul în Detective Comics #27 (Mai 1939). Imaginea coperții este realizată de către Bob Kane.

Prima poveste cu Batman, „The case of the Chemical Syndicate”, a fost publicată în Detective Comics #27 (mai 1939). Finger relata: „Batman a fost la origini scris în stilul pulp” (foarte multă violență și sexualitate) și această influență explica într-un mod foarte clar de ce Batman nu arăta nici o reținere când venea vorba de uciderea sau maltratarea criminalilor. 
Batman s-a dovedit a fi un personaj care a produs un foarte mare boom economic și cultural, primindu-și propriul titlu începând din 1940, în timp ce încă apărea în Detective Comics. La acea vreme, National era publicația cu cele mai mari vânzări și cu cea mai mare influență în industria benzilor desenate; Batman și celălalt erou important al redacției, Superman, fiind pietrele de temelie ale succesului companiei. Cele două personaje erau prezentate de o parte și de alta a coperții, ca și celebrități în Worlds Finest Comics, care a fost denumită la origini Worlds Best Comics, când a debutat în toamna lui 1940. Creatori ca Jerry Robinson și Dick Sprang de asemenea lucrau la redacție încă din perioada aceea.
De-a lungul cursului primelor aventuri din interiorul benzii desenate, descrierea artistică al lui Batman a evoluat. Kane menționa că numai în șase apariții ale revistei a schimbat reprezentarea personajului făcându-i urechile personajului mai lungi. Cam un an mai târziu avea aproape întreaga aliură,  „aspectul lui Batman pe care îl vedeți în prezent”, zicea Kane. Centura caracteristică cu utilități a fost introdusă în Detective Comics #29 (iulie 1939), urmată de shurikenul în formă de liliac și de primul vehicul carea purta simbolul lui Batman, Batplane-ul (avionul lui Batman), în #31 (septembrie 1939). Identitatea personajului a fost dezvăluită în #33 (noiembrie 1939), când apare într-o poveste de două pagini adevărata personalitate al lui Batman, un personaj influențat de moartea părinților. Scrisă de Finger, îl înfățișează pe tânărul Bruce Wayne care este martorul uciderii părinților săi de către un pungaș. Câteva zile mai târziu, lângă mormântul lor, copilul jură „în amintirea părinților mei, le voi răzbuna moartea petrecându-mi restul zilelor luptând împotriva criminalității”.
Portretizarea de la început al lui Batman a ajuns să fie mai „domestică” în Detective Comics #38 (aprilie 1940), odată cu introducerea lui Robin în rândurile revistei, acesta fiind partenerul de ajutor al lui Batman. Robin a fost inclus la sugestia lui Finger că Batman avea nevoie de un „Watson” cu care să vorbească. Vânzările aproape că se dublaseră în ciuda preferinței lui Kane pentru un Batman care să acționeze singur, astfel începând era de promovare a copiilor aghiotanți. Primul număr al duoului Batman a fost esențial nu numai din cauza introducerii unor răufăcători importanți, ca Jokerul și Catwoman, dar și pentru o poveste în care eroul împușcă mortal câțiva giganți. Această poveste a determinat-o pe editoarea Whitney Ellsworth să impună norma din punctul de vedere căruia personajul nu mai are voie să omoare sau să folosească o armă de foc.
În 1942, scriitorii și artiștii din spatele benzilor desenate cu Batman deja stabiliseră multe dintre miturile de bază ale personajului. În anii care au urmat celui de-Al Doilea Război Mondial, DC Comics a adoptat o direcție editorială nouă care a schimbat realitatea socială ca subiect pentru benzi, cu fanteziile pentru copii. Impactul acestei abordări editoriale a fost unul evident în benzile desenate cu Batman ale perioadei de după război; eliminat din „întunericul maniacal al lumii” benzilor  de la începutul anilor '40, Batman este în schimb portretizat ca și un cetățean respectabil și ca o figură paternală care locuiește într-un mediu „luminos și colorat”.

### 1950-1961

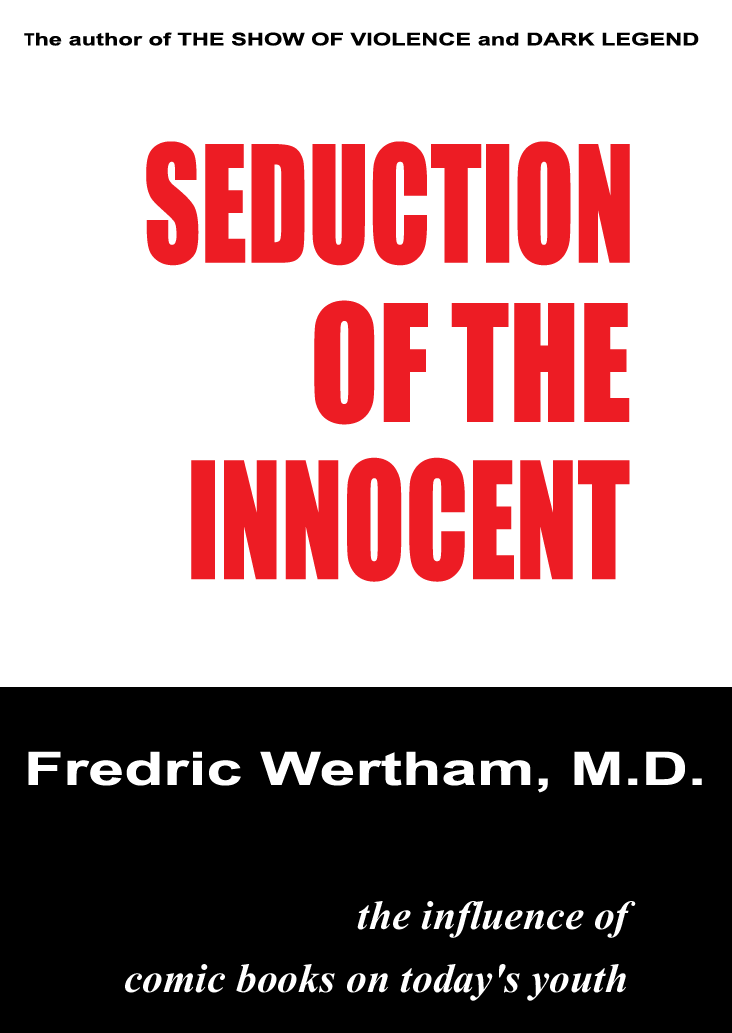
Seduction of the Innocent (1954), carte notorie pentru criticile aduse benzilor desenate cu supereroi.

Batman a fost unul dintre puținii supereroi care să fie publicat în continuu ca și interes al genului detectiv în timpul anilor 50. În povestea „The Mightiest Team in the World” (Cea mai puternică echipă din lume) din Superman #76 (iunie 1952), Batman se aliează pentru prima oară cu Superman, descoperindu-și unul altuia, identitățile secrete. Urmând succesul acestei povești, Worlds Finest Comics a fost remodelată încât să permită prezența amândurora, în locul publicării separate ale revistelor cu Batman și Superman, care apăreau înainte. Alianța personajelor a fost un succes financiar într-o eră a puținelor realizări ale lui DC, această serie de povești continuând până la anularea publicării revistei în 1986. Benzile desenate cu Batman au fost aprig criticate după apariția cărții psihologului Fredric Wertham în 1954, intitulată  Seduction of the Innocent (Seducerea inocentului). Teza lui Wertham susținea că tinerii din acea perioadă imitau crimele comise în benzile desenate, aceste lucrări corupând moralitatea lor.
Wertham a criticat revista lui Batman pentru presupusele sale tonuri care înclineau spre homosexualitate, Batman și Robin fiind considerați drept un cuplu gay. Critica lui Wertham a trezit în rândul poporului un semn de alarmă în timpul anilor '50, acest lucru conducând inevitabil către stabilirea „Codului de cenzură al benzilor desenate” (Comics Code Authority). Tendința către un Batman mai pașnic este intensificată după război odată cu introducerea „Codului de cenzură”. De asemenea, gruparea intelectuală al acelei vremi a argumentat că personajele ca și Batwoman (1956) și fiica comisarului Gordon, Barbara (Batgirl, 1961), au fost introduse în universul DC pentru a contrazice faptul că Batman și Robin erau gay, poveștile ajungând să fie mai organizate odată cu formarea triourilor.
În anii '50 târzii, poveștile cu Batman iau o oarecare întorsătură începând să fie orientate către partea științifico-fantastică, fiind o tentativă de a imita succesul altor personaje DC care îmbrățișează deja acest gen. Noi personaje ca și Ace the Bat-Hound, Batwoman și Bat-Mite își fac apariția. În 1960, Batman debutează ca făcând parte din Justice League of America (Liga Dreptății din America) în The Brave and the Bold #28 (Februarie 1960), apărând în numeroase benzi desenate cu Justice League în perioada imediat următoare al aceluiași an.

### Noua imagine a lui Batman
Odată cu venirea lui 1964, vânzările care îl includ pe Batman scad dramatic. Bob Kane scria în acea perioadă că rezultatul va trebui să fie „planul de a-l ucide pe Batman”. Ca și răspuns la această afirmație, editorului Julius Schwartz îi este trasată sarcina de a se ocupa de titlurile cu Batman. El a impus schimbări majore, începând cu #327 Detective Comics din anul 1964 (mai 1964), care avea titlul de New Look (Noul aspect). Schwartz a făcut schimbări pentru a-i da lui Batman un aspect contemporan și pentru a-l reorienta către poveștile detective. L-a adus pe artistul Carmine Infantino pentru a ajuta la actualizarea personajului. Batmobil-ul a fost refăcut, iar costumul lui Batman a fost modificat, astfel încât să cuprindă un fundal galben în jurul simbolului de liliac. Extratereștrii și personajele anilor '50 ca Batwoman, Ace și Bat-Mite au fost retrase din reviste. Majordomul lui Batman, Alfred, moare (ca după aceea să își facă din nou apariția la cererea fanilor), în timp ce o nouă rudă de sex feminin a familiei Wayne, mătușa Harriet, venise să locuiască cu Bruce Wayne și Dick Grayson.
Debutul serialului de televiziune Batman în 1966 a influențat profund personajul. Succesul seriei a crescut vânzările în toată industria de benzi desenate ale lui DC, Batman ajungând la o circulație de 900.000 de copii în acea perioadă. După o vreme personajul Batgirl este adăugat în benzile desenate; seriile inițiând de altfel și întoarcerea lui Alfred. Deși benzile desenate și serialul TV au avut success pentru un timp, trioul s-a aflat într-o continuă cădere de popularitate, seria fiind anulată în 1968. Ca urmare benzile desenate cu Batman au pierdut din nou atenția majoritară a populației. Așa cum Julius  Schwartz menționa: „Când serialul de televiziune era un succes, a trebuit să am încredere că va rezista și desigur când showul a fost urmat de scăderea atenției publicului, au scăzut și vânzările revistei”.
Începând cu 1969, scriitorul Dennis ONeil și artistul Neal Adams au depus un efort uriaș pentru a-l distanța pe Batman de munca în echipă din perioada anilor '60, încercând să realizeze întoarcerea acestuia la originile sale de „răzbunător crâncen din umbră”. ONeil povestea că ideea lui era „să aducă personajul acolo de unde a pornit totul. M-am dus la biblioteca DC, și am citit câteva povești de la începutul lui Batman. Am încercat să înțeleg ce urmăreau să producă Kane și Finger din el.”
O'Neil și Adams au colaborat pentru prima dată la povestea „The Secret of the Waiting Graves” (Secretul mormintelor care așteaptă) (Detective Comics #395, ianuarie 1970). Puține povești au reprezentat adevărate colaborări între O'Neil, Adams, Schwartz și cartușierul Dick Giordano, acești oameni fiind în realitate amestecați cu numeroși alți creatori în perioada anilor '70; munca lor fiind fără doar și poate, extrem de importantă. Giordano spunea: „Ne-am întors înapoi la acel întunecat Batman și eu cred că din această cauză poveștile au avut un mare success... Până și azi încă folosim Batman-ul lui Neal cu mantia lungă care se flutură și urechile ascuțite.” În timp ce munca lui ONeil și Adams avea mulți fani; vânzările benzilor încă se aflau în declin. La fel s-a întâmplat cu scriitorul Steve Englehart și artistul Marshall Rogers în ''Detective Comics'' #471-476 (august 1977- aprilie 1978), care au influențat filmul din 1989 cu Batman, ideile lor fiind apoi adaptate pentru Batman:Seria Animată, care a început să fie difuzată în 1992. Deși au încercat să iasă din perioada de criză, aceasta a continuat de-a lungul anilor '70 și '80, atingând cel mai scăzut punct de vânzări în 1985.

### Seria Cavalerului Negru renaște
Seria limitată a lui Frank Miller „The Dark Knight Returns” (Cavalerul Negru se întoarce) (februarie-iunie 1986), care relatează povestea unui bătrân Batman în vârstă de 55 de ani care renunță la mantie într-un posibil viitor, a reînviat personajul în ochii publicului. The Dark Knight Returns a fost un succes financiar fiind de atunci și până astăzi considerat ca și momentul memorabil care încununează întoarcerea lui Batman. Din acest moment popularitatea personajului este din nou într-o continuă ascensiune.
În acel an Dennis O'Neil devine editorul titlurilor cu Batman lansând o nouă descriere a lui, din această descriere urmând să apară mini-seriile care alterează povestea personajului, ele fiind intitulate: Crisis on Infinite Earths (Criză pe pământurile infinitului). ONeil a acționat în urma părerii că el a fost angajat să îndrepte povestea lui Batman într-o cu totul altă direcție decât cea a poveștii originale. Un rezultat al acestei abordări a fost Year One (Primul An), o poveste din Batman #404-407 (februarie-mai 1987), în care Frank Miller și artistul David Mazzucchelli au redefinit originile personajului. Scriitorul Alan Moore și artistul Brian Bolland au continuat această modă „întunecată” cu revista de 48 de pagini „One-Shot Batman: The Killing Joke” (Singura lovitură a lui Batman: Gluma ucigașă), în care Jokerul încearcă să îl înnebunească pe comisarul Gordon, o schilodește pe fata lui Gordon, Barbara, după care îl răpește pe comisar torturându-l atât fizic, cât și psihic.

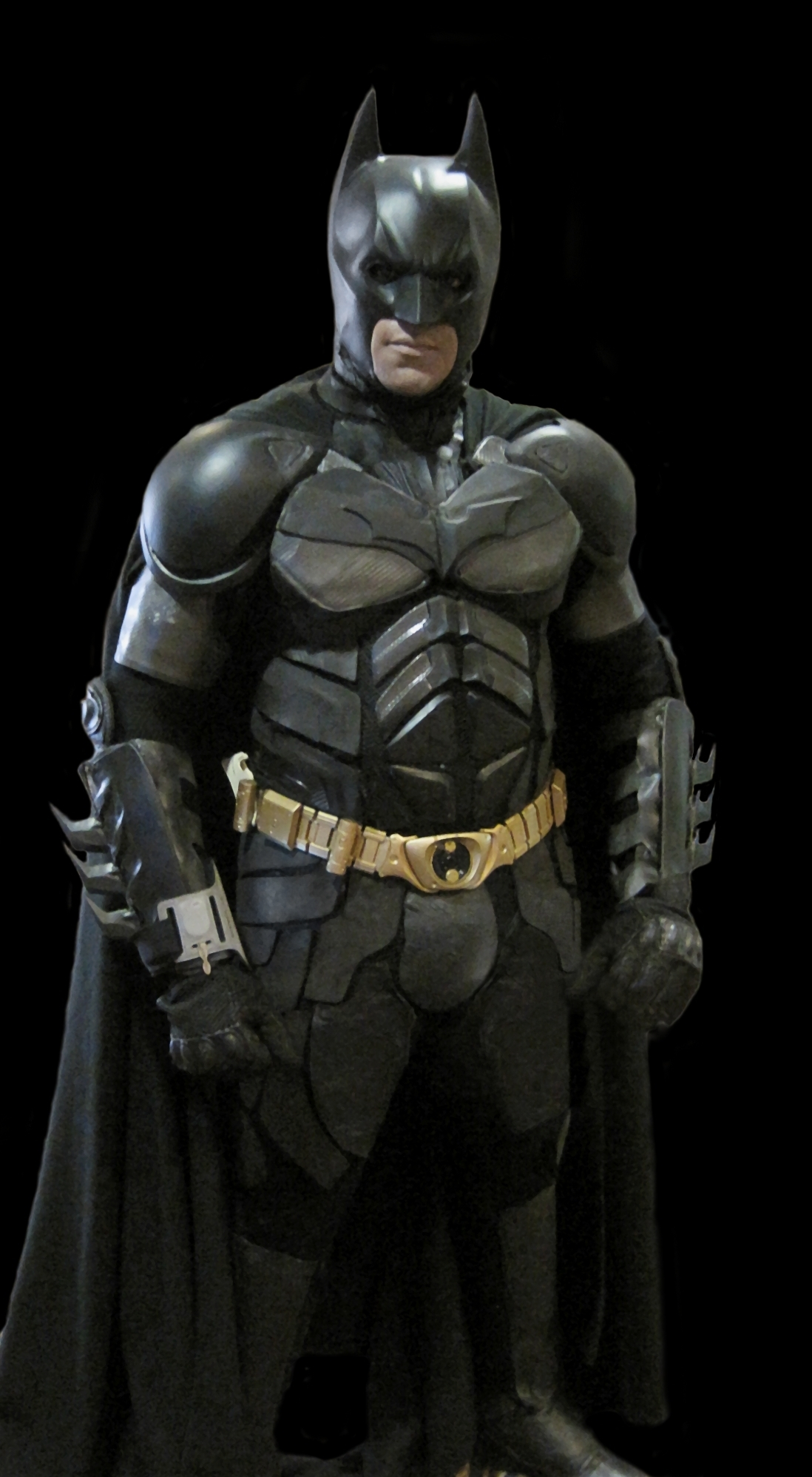
Costumul lui Batman, după reprezentarea din The Dark Knight (2008)

Revistele cu Batman au atras foarte multă atenție în 1988, când DC Comics a creat al 900-lea număr pentru cititori, în care se cerea acestora să decidă dacă Jason Todd, al doilea Robin, rămânea în viață sau nu. Votanții au decis în favoarea morții lui Jason, după numai 28 de voturi care erau de acord, astfel fiind publicat numărul „Batman: A Death in the Family” (Batman: Moarte în familie). Următorul an a fost marcat de lansarea filmului lui Tim Burton, Batman, care a adus personajul înapoi în atenția publicului larg, încasând milioane de USD la box office și alte milioane din vânzarea produselor care erau legate de numele lui Batman. Totuși, cele trei filme care au urmat, Batman Returns (Batman se întoarce) al lui Tim Burton, și filmele regizorului Joel Schumacher: Batman Forever (Batman pentru totdeauna) " și Batman & Robin (Batman și Robin), nu au avut parte de același succes la box office ca și primul din serie. Franciza filmelor cu Batman a fost reluată de la început de către regizorul și co-scenaristul Christopher Nolan, care în 2005 lansează Batman Begins (Batman:Începuturi), în 2008, The Dark Knight (Cavalerul Negru), iar în 2012, The Dark Knight Rises (Cavalerul Negru se întoarce), acesta fiind și sfârșitul francizei de filme ale lui Nolan. În 1989, primul număr din „Legends of the Dark Knight” (Legendele Cavalerului Negru), fiind primul număr solo din aproape 50 de ani, este vândut în milioane de copii.
În 1993, povestea „Knightfall” (Căderea cavalerului) prezintă un nou inamic, Bane, care îi produce răni aproape mortale lui Bruce Wayne. Jean-Paul Valley, cunoscut ca și Azrael, este chemat pentru a purta costumul lui Batman în timpul convalescenței lui Bruce Wayne. Scriitorii Doug Moench, Chuck Dixon și Alan Grant au lucrat la titlurile cu Batman în timpul lui Knightfall, contribuind și la alte povești ale acestuia pe parcursul anilor 90. Cataclysm (Cataclism), titlul de poveste al anului 1998 a servit ca și precursor pentru povestea din 1999: No Mans Land (Țara nimănui), o poveste de un an care parcurge toate titlurile benzilor desenate ale lui Batman, care în momentul de față se confruntă cu efectele devastatoare provocate de un cutremur în Gotham. Ca și concluzie, Țara nimănui este anulată prin înlocuirea lui ONeil, editorul, de către Bob Schreck.
Un alt scriitor care s-a făcut remarcat pe baza creațiilor sale cu Batman a fost Jeph Loeb. Împreună cu îndelungatul colaborator Tim Sale, au creat două miniserii (The Long Halloween și Dark Victory)  unde Batman se întâlnește în circumstanțe total diferite cu majoritatea pungașilor cu care are de-a face (mai ales cu Two-Face, a cărui origine a fost revizuită de Loeb) în timp ce dezleagă numeroase mistere care îi implică pe criminalii în serie Holiday și Hangman. Această nouă poveste rezultă în numeroase dezbateri și speculații printre vechii fani ai lui Batman. 
În 2003, Loeb, colaborând cu artistul Jim Lee, lucrează la o nouă poveste intitulată: Batman: Hush, ea fiind cea mai esențială pentru noua serie cu Batman. Al doisprezecelea număr în ordinea cronologică a poveștii îi înfățișează pe Batman și Catwoman aliați împotriva tuturor răufăcătorilor cu care se lupta Batman. În acest număr apare și Jason Todd care, aparent resuscitat, încearcă să-l identifice pe răufăcătorul Hush. Cu toate că personajul Hush nu a reușit să trezească interesul publicului, numărul de reviste DC cumpărate a fost mare. Pentru că povestea lui Jim Lee a fost inclusă într-o revistă cu vânzare regulată, fiind prima dintr-un deceniu de muncă al lui la DC Comics, seria a ajuns numărul unu în topul vânzărilor la Diamond Comic Distributors pentru prima dată de la publicarea numărului 500 al revistei (Octombrie 1993), apariția lui Jason Todd fiind subiectul principal pentru scriitorul Judd Winick, care a creat povestea de succes Under the Hood, care s-a desfășurat pe lungimea a 14 numere ale revistei.
În 2005, DC a lansat All-Star Batman and Robin, o serie de reviste plasate ca și acțiune în exteriorul universului DC deja existent. Scrisă de Frank Miller și desenată de Jim Lee, povestea a fost un succes comercial pentru DC Comics deși intens criticată din cauza manierei de plasare a acțiunii.  Începând cu 2006, scriitorii care regulat produceau numere pentru Batman și Detective Comics erau Grant Morrison și Paul Dini, Grant Morrison reintegrând povestea lui Batman într-o cu totul altă perspectivă (de menționat, temele poveștilor științifico-fantastice ale revistelor cu Batman din anii 1950, pe care Morrison le-a revizuit, ele fiind iluzii ale lui Batman care se afla sub influența unor gaze halucinogene care îi afectau atât gândirea cât și vederea), creând o cu totul altă interpretare a istoriei personajului. Morrison a redactat cea mai  tensionantă parte a subiectului pentru numărul numit Batman R.I.P., care îl înfățișează pe Batman luptându-se cu organizația criminală Black Glove, care dorește să îl înnebunească pe Batman.
Batman R.I.P., integrată în Final Crisis (de asemenea redactată de Morrison), a văzut că moartea aparentă a lui Batman va fi întreprinsă de către Darkseid. În miniseriile din 2009, ca și Batman: Battle for the Cowl, fostul protejat Dick Grayson devine noul Batman și fiul lui Wayne, Damian, ajunge noul Robin. În iunie 2009, Judd Winnick s-a întors la a scrie povești pentru Batman  în timp ce lui Grant Morrison i s-a dat propria lui serie, cu numele de Batman and Robin.
În 2010, evenimentele poveștii lui Batman în Batman:The Return of Bruce Wayne înfățișează călătoria lui Bruce Wayne prin istorie, în cele din urmă el întorcându-se înapoi în ziua din care a pornit. Deși a redobândit mantia de la Grayson, acesta îi permite lui Grayson să continue să fie Batman. Bruce decide să inițieze o luptă împotriva criminalității la nivel global, acesta fiind subiectul central pentru Batman Incorporated. DC Comics va anunța mai târziu că Grayson va fi personajul principal în Batman, Detective Comics și Batman and Robin, în timp ce Wayne va fi personajul principal în Batman Incorporated. De asemenea, Bruce a apărut și într-o altă serie a publicației, Batman: The Dark Knight.

### 2011: Relansarea 52
În septembrie 2011, întreaga linie de benzi desenate cu supereroi, incluzând franciza Batman a fost anulată și relansată începându-se din nou de la #1 în cazul fiecărei reviste. Bruce Wayne este singurul personaj care se identifică cu Batman și care va apărea în publicațiile Batman, Detective Comics, Batman and Robin și Batman:The Dark Kight. Dick Grayson se întoarce la a fi Nightwing și apare în propria sa serie individuală. În timp ce multe personaje au biografiile alterate pentru a atrage noi cititori, mai tineri, povestea despre originile lui Batman rămâne destul de intactă. Batman Incorporated o să fie relansată în 2012 pentru a completa șirul poveștii Leviathan.

## Caracterizare

Părinții lui Bruce Wayne sunt uciși de Joe Chill.
Ilustrație din revista Batman #232 (datată iunie 1971).

Istoria lui Batman a fost supusă multor revizii, atât minore cât și majore. Câteva elemente legate de istoria personajului au rămas constante. Intelectualii William Uricchio și Roberta E.Pearson menționau la începutul anilor 1990: „Față de alte personaje ficționale, Batman nu are un text primar setat într-o anumită perioadă anume, ci mai degrabă el a existat într-un ansamblu mai mare de texte care au apărut constant pe parcursul celor cinci decenii.” Evenimentul central în poveștile cu Batman este acela al originii acestuia. Ca și băiat, Bruce Wayne este îngrozit și traumatizat să-și vadă parinții, doctorul Thomas Wayne și soția sa Martha, fiind uciși de un hoț în fața ochilor săi. Această întâmplare îl determină să se lupte împotriva criminalității în orașul Gotham ca și Batman. Pearson și Uricchio au adăugat, de asemenea, pe lângă poveste, și evenimente ca și apariția lui Robin: „Până recent evenimentele esențiale au fost puține,” o situație care a fost alterată de un efort crescut al editorilor târzii ai lui Batman ca Dennis O'Neil să asigure consistența și continuitatea dintre firele fiecărei povești în parte.

### Epoca de Aur
La prima apariție a lui Batman în #27 Detective Comics, el se luptă deja împotriva nedreptății. Originea lui Batman este pentru prima oară dezvăluită în Detective Comics #33 (noiembrie 1939), fiind mai apoi adusă la suprafață în numărul 47. Așa cum benzile desenate susțin, Bruce Wayne este născut ca și copilul doctorului Thomas Wayne și al soției lui Martha, doi cetățeni foarte bogați și respectabili ai orașului Gotham. Bruce este crescut în conacul Wayne, un loc plin de splendoare și se bucură de o existență plină de fericire și privilegii până la vârsta de opt ani, când părinții săi sunt uciși de criminalul Joe Chill, un pungaș comun,  în momentul în care se întorc acasă de la cinematograf.  Bruce Wayne jură că va alunga răul de pe străzile orașului care a luat viețile părinților săi. Începe o pregătire fizică și intelectuală îndelungată, conștientizând de-a lungul drumului că aceste amănunte nu vor fi îndeajuns. „Criminalii sunt o grămadă de lași superstițioși”, remarcă Wayne, „deci deghizarea mea trebuie să fie în stare să-i umple de teroare. Trebuie să fiu o creatură a nopții, neagră, teribilă...”. Ca și un răspuns la dorințele sale, un liliac brusc zboară prin fereastră, oferindu-i lui Bruce inspirația de care avea nevoie.
În numerele vechi, cariera lui Batman ca și erou atrage atenția poliției care încearcă să-l aresteze. În timpul acestei perioade, Wayne este logodit cu Julie Madison. Wayne ia în grija lui un acrobat de circ, Dick Grayson, care devine ajutorul său, Robin. Batman de asemenea devine un membru fondator al Societății Dreptății a Americii, deși el, ca și Superman, este un membru de onoare, participând la activitatea societății ocazional. Relația lui Batman cu legea se îmbunătățește rapid, fiind făcut un membru de onoare al Departamentului de poliție din Gotham. În acest timp, majordomul Alfred Pennyworth începe să lucreze la conacul Wayne, deducând identitățile lui Batman și Robin.

### Epoca de Argint
Epoca de Argint a benzilor desenate de la DC Comics se spune că ar fi început în anul 1956 când editorul l-a prezentat pe Barry Allen ca și o versiune nouă, actualizată a lui The Flash. Batman nu suferă modificări semnificative în anii 50 deoarece povestea sa trebuie să aibă o continuitate, aceasta fiind denumită mai târziu: Povestea de pe Earth-One. Batman a fost implicat mai puțin în acțiunile benzilor desenate dintre Epoca de Aur și Epoca de Argint, revistele conținând acum o multitudine de elemente science-fiction, Batman nefiind actualizat semnificativ ca și alte personaje ale publicației până la apariția lui Detective Comics #327 (Mai 1964), revista în care Batman revine la originile sale de detectiv, fiind introduse în revistă și multe elemente science-fiction propice acelei perioade.
După introducerea conceptului de dimensiuni multiple în anii 60, DC stabilește ca poveștile dintre Epoca de Aur și cea de Argint urmate de poveștile de la sfârșitul anilor 50 și începutul anilor 60 să îl aibe ca personaj principal pe Batman de pe Terra 2, un erou dintr-o lume paralelă. Această versiune a lui Batman se aliază și mai târziu se căsătorește cu Catwoman de pe Terra 2, Selina Kyle (așa cum apare în Superman Family #211) având-o ca și fiică pe Helena Wayne, care, ca Huntress, devine (împreună cu Dick Grayson, Robin de pe Terra 2) protectoarea orașului Gotham odată cu retragerea lui Bruce de la a mai fii Batman pentru a lucra ca și comisar al departamentului de poliție din Gotham, poziție pe care o ocupă până când este ucis în timpul ultimei sale aventuri ca și Batman. Totuși, titlurile cu Batman au ignorat adeseori deosebirea care a fost făcută între originarul Batman și Batman cel modern (deoarece față de Flash și Green Lantern, revistele cu Batman au fost tipărite fără întrerupere pe parcursul anilor 50), ocazional făcând referințe la povești din timpul Epocii de Aur. Cu toate acestea, detaliile despre istoria lui Batman au fost schimbate și extinse ca și viziune de-a lungul deceniilor. Evenimentele adăugate includ o întâlnire cu un Superman din viitor în timpul perioadei sale de tinerețe, creșterea lui Bruce de către unchiul său Philip Wayne (inclus în Batman #208, ianuarie/februarie 1969) după moartea părinților săi și apariția tatălui său și a lui ca și o versiune prototip, respectiv a lui Batman și Robin. În 1980, editorul de atunci, Paul Levitz, este cel care comandă crearea seriei limitate de povești Untold Legend of Batman pentru a tipări întrega cronică a originii și istoriei lui Batman.
Batman se întâlnește și lucrează deseori cu alți eroi ai Epocii de Argint, cel mai mult cu Superman, cu care lucrează regulat în seria revistelor care includ alianțe: World's Finest Comics, care sunt tipărite începând din 1954 și până la anularea seriei în 1986. Batman și Superman sunt de obicei reprezentați ca și prieteni apropiați. Batman devine membru fondator al Ligii Dreptății din America (Justice League of America), prima poveste fiind publicată în 1960 în Neînfricați și Cutezători (The Brave and the Bold #28). În anii 70 și 80, Neînfricat și Cutezător a devenit un titlu atribuit lui Batman și Robin, în care Batman se aliază cu un erou diferit în fiecare lună.
În 1969, Dick Grayson devine student, acest eveniment reprezentând un efort al lui DC Comics de a revizui benzile desenate cu Batman. Mai mult de atât, Batman se mută de la conacul Wayne într-un apartament deasupra Fundației Wayne în centrul orașului Gotham, pentru a fi mai aproape de cei care au nevoie de el. Batman în anii 70 și 80 lucrează mai mult de unul singur, ocazional colaborând cu Robin și Batgirl. Aventurile lui Batman devin mai întunecate și mai morbide în această perioadă, fiind prezentate multe crime oribile și apariția lui Joker ca și psihopat, cât și introducerea lui Ra's al Ghul, un terorist de câteva secole care cunoaște adevărata identitate a lui Batman. În timpul anilor 80, Dick Grayson devine Nightwing.
În ultimul număr al lui Neînfricat și Cutezător în 1983, Batman se retrage din Liga Dreptății și formează un grup de legiuitori numit Outsiders. El este liderul grupului până la Batman and the Outsiders #32 (1986), revista schimbându-și mai apoi numele.

### Versiunea modernă a lui Batman
După seria limitată de doisprezece numere: Crizele infinite de pe Pământuri (Crisis on Infinite Earths), DC Comics a îmbunătățit istoriile multor personaje cu intenția de a atrage public mai tânăr. Frank Miller povestește începutul lui Batman într-o altă manieră, șirul poveștii fiind numit Year One (Primul An) de la Batman #404-407, care concentrează un ton mai îndrăzneț asupra personajului. Deși Batman de pe Terra 2 este șters din istoricul editurii, multe povești cu Batman din Epoca de Argint/Cariera de pe Terra 1 (împreună cu un număr mare din Epoca de Aur) rămân esențiale după ce se sfârșesc aceste crize, originile sale rămânând aceleași în esență, în ciuda schimbărilor survenite. De exemplu, majoritatea polițiștilor din Gotham sunt corupți, ei creând o nevoie mai mare pentru existența lui Batman. În timp ce trecutul lui Dick Grayson rămâne destul de neschimbat, istoria lui Jason Todd, al doilea Robin, este alterată, transformându-l pe băiat într-un orfan, el fiind fiul unui pungaș ordinar, care încearcă să fure cauciucurile de la Batmobil. De asemenea, Philip Wayne este înlăturat ca și tutore, lăsându-l pe tânărul Bruce să fie crescut de Alfred Pennyworth. In plus, Batman nu mai este un membru fondator al Ligii Dreptății a Americii (Justice League of America), deși pentru scurt timp devine liderul noii încarnări a echipei lansată în 1987. Pentru a ajuta povestea revizuită a următoarei crize care îl include pe Batman, DC a lansat un nou titlu cu Batman intitulat Legends of the Dark Knight (Legendele Cavalerului Negru) în 1989 publicând numeroase miniserii și povești de o singură ediție din acel moment, majoritatea petrecându-se în perioada lui Primul An (Year One). Diverse scrieri ale lui Jeph Loeb și Matt Wagner de asemenea sunt prezente în această perioadă.
În Batman: A Death in the Family (Batman: O moarte in familie) din 1988, linia poveștii din Batman #426-429 îl înfățișează pe Jason Todd, al doilea Robin, ucis de către Joker. În consecință, Batman începe să acționeze într-un stil nebunesc în lupta sa împotriva nedreptății, acesta fiind rezultatul durerii pierderii lui Todd. Batman lucrează singur până la sfârșitul deceniului când Tim Drake devine noul Robin. În 2005, personajul lui Jason Todd este reînviat de către scriitori, aceștia plasându-l ca și dușman al mentorului său, în acest moment numindu-se: Red Hood.
Începând din 1990, multe dintre poveștile esențiale cu Batman apar în mai multe serii ale editurii. În 1993, DC tipărește atât The Death of Superman (Moartea lui Superman) cât și Knightfall (Căderea Cavalerului Negru). În prima fază a seriei poveștii lui Knightfall, noul inamic, Bane, îl paralizează pe Batman, Wayne cerându-i lui Azrael să își asume rolul de Batman. După sfârșitul lui Knightfall, povestea se desparte în două părți, în aventurile lui Batman și Azrael, și încercarea lui Wayne de a fi unicul Batman încă o dată.
Aceste prezentări ale poveștii se întâlnesc încă o dată în KnightsEnd (Sfârșitul Cavalerului Negru), când Azrael devine foarte violent și este învins de un Bruce Wayne care s-a recuperat în urma ruperii coloanei de către Bane. Wayne înmânează mantia lui Batman lui Dick Grayson (pe atunci Nightwing) pentru o perioadă interimară, în timp ce Wayne se antrenează pentru a-și asuma din nou rolul Cavalerului Negru.
În 1994, amestecul major de concepte Zero Hour schimbă aspecte ale continuității DC încă o dată, incluzându-le pe cele cu Batman. Cele demne de menționat sunt acelea conform cărora, Batman, este considerat mai degrabă o legendă urbană decât o forță cunoscută. Similar celei anterioare, ucigașul părinților lui Bruce Wayne nu este niciodată prins sau identificat, înlăturându-l efectiv pe Joe Chill de la noua versiune, un bun exemplu consistând în Year Two (Al doilea an).
Batman devine încă o dată membru al Ligii Dreptății (Justice League) în timpul relansării seriei din 1996 a lui Grant Morrison, fiind intitulată JLA. În timp ce Batman contribuie într-o mare măsură la succesele echipei, Liga Dreptății nu se implică aproape deloc în perioada în care Batman și orașul Gotham înfruntă o catastrofă în revistele tipărite la sfârșitul secolului XX. Linia povestirii lui Cataclysm din 1998, înfățișează un Gotham care este devastat de un cutremur și izolat de forțele guvernamentale ale Statelor Unite. Renunțând la multe dintre resursele sale tehnologice, Batman se luptă să stabilească din nou ordine în oraș în timpul lui No Man’s Land (Țara nimănui) din 1999. Între timp, relația lui Batman cu departamentul de poliție din Gotham s-a înrăutățit odată cu evenimentele din Batman: Officer Down (Batman: Ofițer căzut la datorie) și Batman: War Games/War Crimes (Batman: Jocurile războiului/Crimele războiului); aliații săi din departament, comisarul, comisarul Gordon și Harvey Bullock fiind forțați să își dea demisia în Ofițer căzut la datorie, în timp ce în Jocurile războiului și Crimele războiului, Batman devine un om căutat de poliție după ce un plan de-al său de a lichida toată rețeaua de persoane care acționau ilegal este declanșat accidental, acest eveniment având ca rezultat o luptă uriașă între găștile din oraș, care se termină odată cu apariția lui Black Mask, care este considerat liderul pungașilor din oraș. Alte probleme apar pentru Batman sub forma lui Lex Luthor (care în secret se află în spatele evenimentelor din Țara nimănui), acesta căutând să se răzbune pe Bruce Wayne care anulează toate contractele guvernamentale în timpul în care Luthor candidează la președinție. Luthor aranjează lichidarea iubitei lui Batman, Vesper (personaj introdus la mijlocul anilor 90) în timpul lui Bruce Wayne: Murderer ? (Bruce Wayne: Un criminal?) și Bruce Wayne: Fugitive (Bruce Wayne: Dispărut).
Deși Batman își redresează reputația, el pierde un alt aliat, pe noul său bodyguard, Sasha, care este recrutat de organizația cunoscută ca și Checkmate (Șah mat) în timp ce se află în închisoare din cauza lipsei aducerii unor probe incriminatorii împotriva angajatorului ei. Deși nu reușește să dovedească că Luthor este în spatele uciderii lui Vesper, Batman se răzbună cu ajutorul Taliei al Ghul în Superman/Batman #1-6; nu numai că îl demite pe Luthor din poziția de președinte dar și preia cu forță posesiunile importante ale criminalului, falimentându-l pe acesta în timpul procesului.
Seria limitată din 2005 dezvăluie că membrul JLA, Zatanna, a schimbat memoriile lui Batman pentru a-l opri pe acesta să interzică Ligii lobotomizarea lui Dr. Light, care a violat-o pe Sue Dibny.
Această schimbare a servit la reluarea relațiilor de amiciție pe care Batman le avea cu cei din ligă, ca mai apoi să îi revină memoria și să se supere pe aceștia, alcătuind pentru fiecare membru în parte, modalități de ucidere, întâmplările având loc în viziunea scriitorilor care au creat Tower of Babel (Turnul Babel) care este inclus în JLA. Batman mai târziu construiește satelitul de supraveghere, Brother I, care în caz de nevoie să îi omoare pe ceilalți eroi.